# Ringkogel (berg i Österrike, Steiermark)
Ringkogel är ett berg i Österrike.   Det ligger i distriktet Hartberg-Fürstenfeld och förbundslandet Steiermark, i den östra delen av landet, 110 km söder om huvudstaden Wien. Toppen på Ringkogel är 789 meter över havet, eller 90 meter över den omgivande terrängen. Bredden vid basen är 0,84 km.
Terrängen runt Ringkogel är kuperad åt nordväst, men åt sydost är den platt. Närmaste större samhälle är Hartberg, 2,0 km sydost om Ringkogel. 
Trakten runt Ringkogel består till största delen av jordbruksmark. Runt Ringkogel är det ganska tätbefolkat, med 70 invånare per kvadratkilometer.